# Zwangumlaufkessel
Der Zwangumlaufkessel ist ein Dampferzeuger der Bauart Wasserrohrkessel, bei dem die Durchströmung des Wasser/-Dampfes durch eine Umwälzpumpe erzwungen wird – im Gegensatz zu einem Naturumlaufkessel, der allein mit der Umwälzung infolge der natürlichen Konvektion arbeitet.

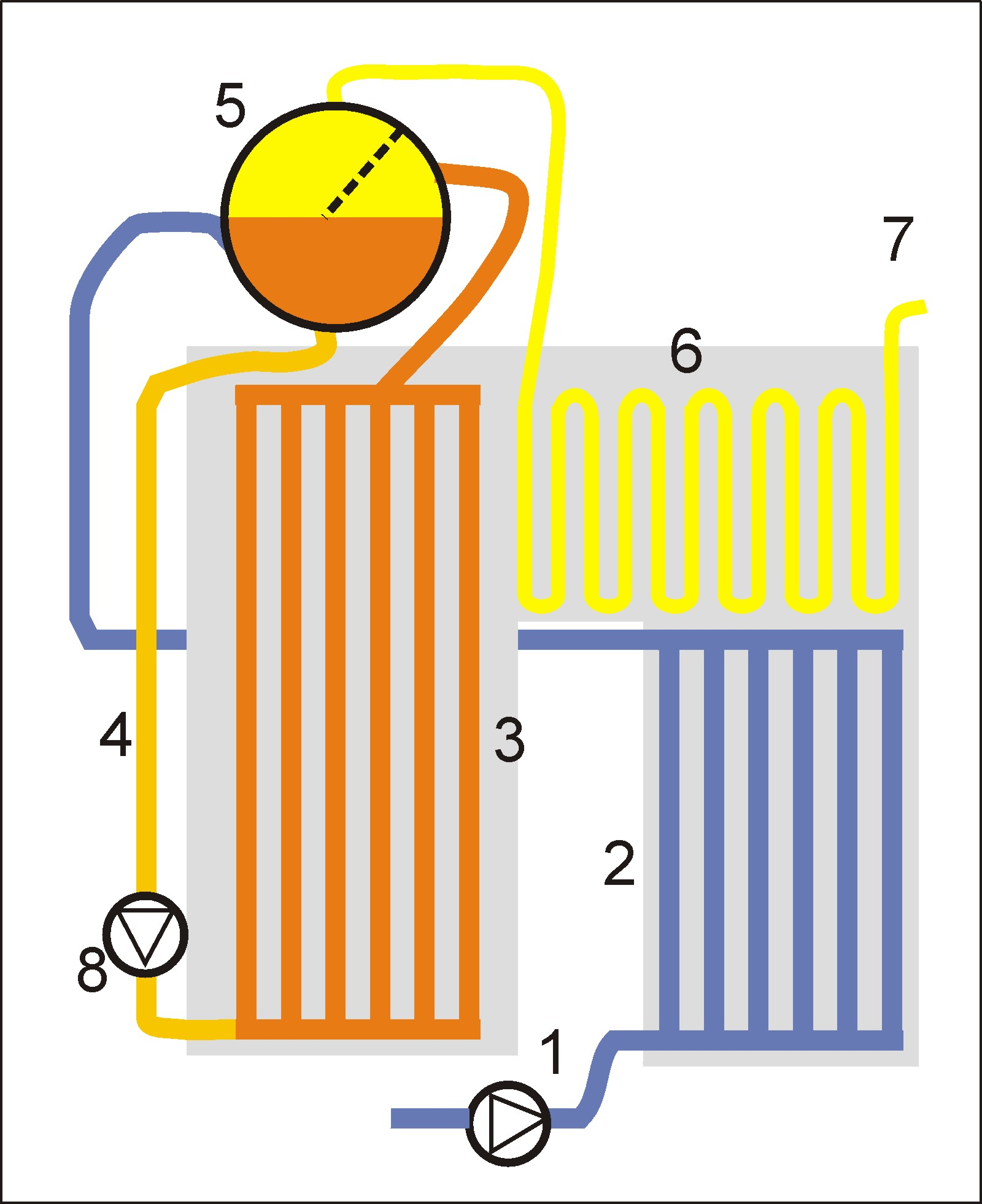
Zwangumlaufkessel
1 SPW-Pumpe
2 SPW-Vorwärmer
3 Verdampfer
4 Fallrohre
5 Trommel
6 Überhitzer
7 zur Turbine
8 Umwälzpumpe

Anders als beim Zwangdurchlaufkessel hat der Zwangumlaufkessel eine Trommel. Die Umwälzpumpe saugt Kesselwasser aus der Trommel an und drückt es durch die Verdampferheizflächen. Die Umwälzzahl gibt das Verhältnis der umlaufenden Wassermenge zur jeweiligen Dampfmenge im Kessel an; sie liegt typischerweise zwischen 5 und 40.
Die Abtrennung des Dampfes vom Wasser geschieht in der Trommel. Das verdampfte Wasser wird durch Speisewasser ersetzt. Der Verdampfer ist in parallel geschaltete Rohrsysteme aufgeteilt, wodurch sich der Reibungswiderstand des Gesamtsystems verringert und die Umwälzpumpe weniger Leistung aufbringen muss.
Ein Vertreter dieser Bauart ist der La Mont-Kessel.